# Ordine della stella d'oro (Vietnam)
L'Ordine della stella d'oro è un'onorificenza del Vietnam.

## Storia
L'Ordine è stato fondato il 6 giugno 1947 ed è stato assegnato per la prima volta nel 1958.

## Assegnazione
L'Ordine è assegnato anche postumo ai singoli cittadini che soddisfino uno dei seguenti criteri:
- aver reso grandi ed eccellenti servizi meritori per la causa rivoluzionaria del partito e della nazione;
- aver reso grandi ed eccezionali servizi meritori per il paese nei campi politico, economico, sociale, letterario, artistico, scientifico, tecnologico, di difesa, di sicurezza, diplomatico e in diversi altri.

## Insegne
- L'insegna, fino al 2003, era una semplice stella dorata.
- L'insegna, dal 2003, è una stella dorata con sopra un medaglione rosso con all'interno una stella dorata.
- Il nastro, fino al 2003, era completamente rosso; dal 2003  è per metà rosso e metà giallo.